# Leicesteri helikopter-baleset
2018. október 27-én egy AgustaWestland AW169 helikopter nem sokkal a King Power Stadionból való felszállását követően a földbe csapódott és kigyulladt az Egyesült Királyságban található Leicesterben. Öt ember tartózkodott a fedélzeten, köztük a Leicester City tulajdonosa, Vicsaj Szivatthanaprapha, két munkatársa, Nursara Suknamai és Kaveporn Punpare, valamint a pilóta, Eric Swaffer és partnere, Izabela Roza Lechowicz, aki a másodpilóta volt.
A brit légi balesetek kivizsgálási szervezete, az Air Accidents Investigation Branch vizsgálatot folytatott a balesettel kapcsolatban. A balesetben a fedélzeten tartózkodókon kívül más nem vesztette életét.

## A baleset

### Előzmények
A helikopter eredetileg Vicsaj Szivatthanaprapha klubtulajdonost szállította a King Power Stadionba a Leicester City West Ham United elleni bajnoki mérkőzésére. Ottershawból indult 13:45-kor (UTC), a stadionba pedig egy óra múlva érkezett meg. A mérkőzés befejezését követően a helikopter az addig már megszokott módon leszállt a pálya közepén, hogy Szivatthanaprapha ott csatlakozhasson. A helikopter ezt követően felkészült, hogy elhagyja a stadiont, ez a BT Sport élő közvetítésében is jól látható volt. A baleset bekövetkeztekor a West Ham United csapata már nem, de néhány Leicester-játékos és -szurkoló is a stadionban, vagy annak környékén tartózkodott.

### A becsapódás
A helikopter, amelynek tulajdonosa, Vicsaj Szivatthanaprapha is a fedélzeten lévő öt ember közé tartozott, 19:30-kor csapódott a King Power Stadion mellett a betonba, majd ezt követően kigyulladt. Néhány szemtanú ugyan megpróbált az áldozatok segítségére sietni, de a lángok és a hő miatt nem tudtak semmit sem tenni. Egy szemtanú azt állította, hogy a helikopter hátsó rotorjának meghibásodása okozta a balesetet, egy másik tanú pedig kijelentette, hogy a helikopter "olyan volt, mint mikor egy kő a padlóra zuhan". A fedélzeten tartózkodó mind az öt ember életét vesztette. Ez volt az első AW169 típusú AgustaWestlanddal történt légikatasztrófa.

## A helikopter
A balesetben érintett légijármű egy AgustaWestland AW169 típusú helikopter volt, amely c/n 69018 sorszámmal volt nyilvántartásba véve és 2016-ban gyártották. Maximális terhelhetősége 10 fő, körülbelül 4,5 tonna volt. A turbinát a Pratt & Whitney Canada PW200 gyártotta.

## Vizsgálatok
A balesetet követően a brit légibalesetek kivizsgálási szervezete, az Air Accidents Investigation Branch azonnal megindította a vizsgálatokat, amelyek feltételezték, hogy a helikopter hátsó rotorjának meghibásodása okozhatta a katasztrófát.

## Következmények, megemlékezések
Az angol női bajnokságban az október 28-ra kisorsolt Manchester United–Leicester City találkozót Szivatthanaprapha, a klub és az áldozatok emléke előtt adózva elhalasztották. A Derby County női csapatának soros bajnokiját szintén elhalasztották, akárcsak a Leicester City Southampton elleni, október 30-ra kiírt Ligakupa-találkozóját, valamint a klub U23-as csapatának a Feyenoord akadémiájának csapata elleni Premier League International Cup-mérkőzését.
A szurkolók másnap reggel virágokkal és mécsesekkel, valamint fényképekkel emlékeztek az áldozatokra a stadion előtt. Az Egyesült Királyság területén a másnap megrendezett labdarúgó-mérkőzéseken a játékosok gyászkarszalaggal léptek pályára.

## Fordítás
- Ez a szócikk részben vagy egészben  a(z)   2018 Leicester City F.C. helicopter crash című angol Wikipédia-szócikk fordításán alapul.  Az eredeti cikk szerkesztőit annak laptörténete sorolja fel. Ez a jelzés csupán a megfogalmazás eredetét és a szerzői jogokat jelzi, nem szolgál a cikkben szereplő információk forrásmegjelöléseként.